# Framedrops
Framedrops kunnen optreden in een computerspel als de pc of spelcomputer niet in staat is snel genoeg nieuwe beelden ("frames") te tonen. Dit probleem is op verschillende manieren te verhelpen, afhankelijk van wat voor systeem men mee te maken heeft.
Op een spelcomputer is dit te verhelpen met een softwareupdate (indien beschikbaar). Deze softwareupdate's kunnen gedownload worden door de console met het Internet te verbinden of door een cd/dvd/hd-dvd/blu-ray met daarop de benodigde software te laden.
Op een pc kan het framedrops-probleem door de volgende opties verholpen worden:
- Door het computergeheugen uit te breiden
- Door de videokaart (grafische kaart) te vervangen of overklokken
- Door de processor te vervangen of overklokken.

Men kan ook de grafische instellingen van het spel wijzigen zoals:
- Schaduwen uitschakelen
- Resolutie minder hoog zetten
- Anti-aliasing uitschakelen

Bij pc's die echt te oud zijn geworden moet het complete systeem vervangen worden.
Bij een pc zijn er ook andere dingen die een rol spelen. Het kan zijn dat een verouderde versie van het besturingssysteem geïnstalleerd is. Verder kan de harde schijf gedefragmenteerd worden.
In sommige gevallen zijn er patches voor een spel beschikbaar. Deze patches verbeteren de software om zo beter met andere soft- en hardware om te kunnen gaan.